# Path to Bliss (könyv)
A Path to Bliss (magyarul: A boldogsághoz vezető út) című könyv egy gyakorlati útmutató a meditáció egyes szakaszaihoz kezdők számára. A könyv a dalai láma 1988-ban tartott dharamszalai előadására támaszkodva mesél a 11. században kifejlődött lamrim tibeti meditációs rendszerről. Az előadás anyagához a 4. pancsen láma, Loszang Csökji Gyalcen lamrim-rendszere szolgáltatta az alapot.

## Tartalma
A könyv első része bemutatja a buddhista gyakorló spirituális útját, valamint a lamrim-féle utasítások eredetét. A második részben szerepelnek az alapvető gyakorlatok, a harmadik részben hangzanak el a legfőbb lamrim meditációk magyarázatai témánkként. A bodhiszattva fogadalmakat és előírásokat a függelék tartalmazza. Helyet kapott a könyvben Loszang Csökji Gyalcen eredeti művének angol fordítása is. Annak ellenére, hogy a könyv témája mélyen a tibeti hagyományokban gyökerezik, mégis könnyen olvasható és érthető. Ideális a tibeti buddhizmus új gyakorlóinak, illetve azok számára is, akik szélesíteni szeretnék a témában a tudásukat. A könyv bemutatja, miképp lehet a vizualizációt, az érvelést és a kontemplációt szisztematikusan kialakítani és fejleszteni a személyiséget. A mentális értelemben vett fejlődéssel elérhetők a fejlettebb szintű technikák is, amelyekkel kifejleszthetők a tudat legmélyebb lehetőségei és a boldogság. Érezhető az apró részletek fontosságával való törődés, mégis végig játékos marad a könyv és élvezhető.